# Chagunius
Chagunius – rodzaj ryb z rodziny karpiowatych (Cyprinidae), obejmujący trzy gatunki. Występują w Azji Południowo-Wschodniej oraz w Ameryce Południowej.

## Klasyfikacja
Gatunki zaliczane do tego rodzaju:
- Chagunius baileyi
- Chagunius chagunio
- Chagunius nicholsi

Gatunkiem typowym jest Cyprinus chagunio (Ch. chagunio).